# Tour Down Under 2019
21. ročník etapového cyklistického závodu Tour Down Under se konal mezi 15. a 20. lednem 2019 v Adelaide a okolí v Austrálii. Celkovým vítězem se stal podruhé v řadě Jihoafričan Daryl Impey z týmu Mitchelton–Scott. Na druhém a třetím místě se umístili Australan Richie Porte (Trek–Segafredo) a Nizozemec Wout Poels (Team Sky). Závod byl součástí UCI World Tour 2019 na úrovni 2.UWT a byl prvním závodem tohoto seriálu.

## Týmy
Závodu se zúčastnilo všech 18 UCI WorldTeamů a australský národní tým, jenž přijel na divokou kartu. Všechny týmy přijely se sedmi jezdci, celkem se tak na start postavilo 133 závodníků. Do cíle na Willunga Hillu dojelo 129 z nich.
UCI WorldTeamy
- AG2R La Mondiale
- Astana
- Bahrain–Merida
- Bora–Hansgrohe
- CCC Team
- Deceuninck–Quick-Step
- EF Education First
- Groupama–FDJ
- Lotto–Soudal
- Mitchelton–Scott
- Movistar Team
- Team Dimension Data
- Team Jumbo–Visma
- Team Katusha–Alpecin
- Team Sky
- Team Sunweb
- Trek–Segafredo
- UAE Team Emirates

Národní týmy
- UniSA–Australia

## Trasa a etapy
| Etapa         | Datum         | Trasa                          | Vzdálenost | Typ      | Typ                 | Vítěz                  |
| ------------- | ------------- | ------------------------------ | ---------- | -------- | ------------------- | ---------------------- |
| 1             | 15. ledna     | North Adelaide – Port Adelaide | 129 km     |          | Rovinatá etapa      | Elia Viviani (ITA)     |
| 2             | 16. ledna     | Norwood – Angaston             | 122,1 km   |          | Rovinatá etapa      | Patrick Bevin (NZL)    |
| 3             | 17. ledna     | Lobethal – Uraidla             | 146,2 km   |          | Zvlněná etapa       | Peter Sagan (SVK)      |
| 4             | 18. ledna     | Unley – Campbelltown           | 129,2 km   |          | Zvlněná etapa       | Daryl Impey (RSA)      |
| 5             | 19. ledna     | Glenelg – Strathalbyn          | 149,5 km   |          | Rovinatá etapa      | Jasper Philipsen (BEL) |
| 6             | 20. ledna     | McLaren Vale – Willunga Hill   | 151,5 km   |          | Středně těžká etapa | Richie Porte (AUS)     |
| Celková délka | Celková délka | Celková délka                  | 827,5 km   | 827,5 km | 827,5 km            | 827,5 km               |

## Průběžné pořadí
| Etapa          | Vítěz            | Celkové pořadí | Vrchařská soutěž | Sprinterská soutěž | Soutěž mladých jezdců | Soutěž týmů       | Cena bojovnosti   |
| -------------- | ---------------- | -------------- | ---------------- | ------------------ | --------------------- | ----------------- | ----------------- |
| 1              | Elia Viviani     | Elia Viviani   | Jason Lea        | Elia Viviani       | Michael Storer        | UAE Team Emirates | Patrick Bevin     |
| 2              | Patrick Bevin    | Patrick Bevin  | Jason Lea        | Elia Viviani       | Caleb Ewan            | UAE Team Emirates | Mathieu Ladagnous |
| 3              | Peter Sagan      | Patrick Bevin  | Jason Lea        | Peter Sagan        | Michael Storer        | UAE Team Emirates | Manuele Boaro     |
| 4              | Daryl Impey      | Patrick Bevin  | Jason Lea        | Patrick Bevin      | Chris Hamilton        | UAE Team Emirates | Thomas De Gendt   |
| 5              | Jasper Philipsen | Patrick Bevin  | Jason Lea        | Patrick Bevin      | Ryan Gibbons          | UAE Team Emirates | Mathieu Ladagnous |
| 6              | Richie Porte     | Daryl Impey    | Jason Lea        | Patrick Bevin      | Chris Hamilton        | UAE Team Emirates | Danny van Poppel  |
| Konečné pořadí | Konečné pořadí   | Daryl Impey    | Jason Lea        | Patrick Bevin      | Chris Hamilton        | UAE Team Emirates | neuděleno         |

## Konečné pořadí
| Legenda | Legenda                            | Legenda | Legenda                               |
| ------- | ---------------------------------- | ------- | ------------------------------------- |
|         | Označuje lídra celkového pořadí    |         | Označuje lídra soutěže mladých jezdců |
|         | Označuje lídra sprinterské soutěže |         | Označuje lídra vrchařské soutěže      |

### Celkové pořadí
| Pořadí | Jezdec                  | Tým                   | Čas         |
| ------ | ----------------------- | --------------------- | ----------- |
| 1      | Daryl Impey (RSA)       | Mitchelton–Scott      | 20h 30' 42" |
| 2      | Richie Porte (AUS)      | Trek–Segafredo        | + 13"       |
| 3      | Wout Poels (NED)        | Team Sky              | + 17"       |
| 4      | Luis León Sánchez (ESP) | Astana                | + 19"       |
| 5      | Rohan Dennis (AUS)      | Bahrain–Merida        | + 26"       |
| 6      | Chris Hamilton (AUS)    | Team Sunweb           | + 33"       |
| 7      | Michael Woods (CAN)     | EF Education First    | + 38"       |
| 8      | Ruben Guerreiro (POR)   | Team Katusha–Alpecin  | + 40"       |
| 9      | Diego Ulissi (ITA)      | UAE Team Emirates     | + 40"       |
| 10     | Dries Devenyns (BEL)    | Deceuninck–Quick-Step | + 40"       |

### Sprinterská soutěž
| Pořadí | Jezdec                  | Tým                   | Čas |
| ------ | ----------------------- | --------------------- | --- |
| 1      | Patrick Bevin (NZL)     | CCC Team              | 56  |
| 2      | Danny van Poppel (NED)  | Team Jumbo–Visma      | 54  |
| 3      | Peter Sagan (SVK)       | Bora–Hansgrohe        | 50  |
| 4      | Daryl Impey (RSA)       | Mitchelton–Scott      | 49  |
| 5      | Luis León Sánchez (ESP) | Astana                | 46  |
| 6      | Elia Viviani (ITA)      | Deceuninck–Quick-Step | 45  |
| 7      | Jasper Philipsen (BEL)  | UAE Team Emirates     | 38  |
| 8      | Phil Bauhaus (GER)      | Bahrain–Merida        | 32  |
| 9      | Chris Hamilton (AUS)    | Team Sunweb           | 24  |
| 10     | Wout Poels (NED)        | Team Sky              | 21  |

### Vrchařská soutěž
| Pořadí | Jezdec                | Tým                | Body |
| ------ | --------------------- | ------------------ | ---- |
| 1      | Jason Lea (AUS)       | UniSA–Australia    | 30   |
| 2      | Wout Poels (NED)      | Team Sky           | 30   |
| 3      | Richie Porte (AUS)    | Trek–Segafredo     | 28   |
| 4      | George Bennett (NZL)  | Team Jumbo–Visma   | 16   |
| 5      | Kenny Elissonde (FRA) | Team Sky           | 16   |
| 6      | Manuele Boaro (ITA)   | Astana             | 14   |
| 7      | Arťom Zakarov (KAZ)   | Astana             | 12   |
| 8      | Daryl Impey (RSA)     | Mitchelton–Scott   | 8    |
| 9      | Michael Woods (CAN)   | EF Education First | 8    |
| 10     | Nick White (AUS)      | UniSA–Australia    | 8    |

### Soutěž mladých jezdců
| Pořadí | Jezdec                  | Tým                  | Čas         |
| ------ | ----------------------- | -------------------- | ----------- |
| 1      | Chris Hamilton (AUS)    | Team Sunweb          | 20h 31' 15" |
| 2      | Ruben Guerreiro (POR)   | Team Katusha–Alpecin | + 7"        |
| 3      | Ryan Gibbons (RSA)      | Team Dimension Data  | + 10"       |
| 4      | Tadej Pogačar (SLO)     | UAE Team Emirates    | + 10"       |
| 5      | Jai Hindley (AUS)       | Team Sunweb          | + 33"       |
| 6      | Lucas Hamilton (AUS)    | Mitchelton–Scott     | + 45"       |
| 7      | Ben O'Connor (AUS)      | Team Dimension Data  | + 54"       |
| 8      | Gregor Mühlberger (AUT) | Bora–Hansgrohe       | + 1' 02"    |
| 9      | Chris Harper (AUS)      | UniSA–Australia      | + 1' 15"    |
| 10     | Michael Storer (AUS)    | Team Sunweb          | + 1' 27"    |

### Soutěž týmů
| Pořadí | Tým                 | Čas         |
| ------ | ------------------- | ----------- |
| 1      | UAE Team Emirates   | 61h 34' 22" |
| 2      | Bahrain–Merida      | + 43"       |
| 3      | Team Dimension Data | + 55"       |
| 4      | Team Sunweb         | + 1' 11"    |
| 5      | Movistar Team       | + 1' 54"    |
| 6      | Mitchelton–Scott    | + 2' 10"    |
| 7      | Team Jumbo–Visma    | + 2' 50"    |
| 8      | Team Sky            | + 5' 33"    |
| 9      | Groupama–FDJ        | + 6' 36"    |
| 10     | Bora–Hansgrohe      | + 7' 24"    |